# Francesco Marchetti Selvaggiani
Francesco Marchetti Selvaggiani (Roma, 1º ottobre 1871 – Roma, 13 gennaio 1951) è stato un cardinale e arcivescovo cattolico italiano.

## Biografia
Nacque a Roma il 1º ottobre 1871 da Vincenzo Marchetti Selvaggiani e Valeria Caretti. Fu amico d'infanzia di Papa Pio XII, dottore in Matematica all'Università La Sapienza e alunno dell'Almo Collegio Capranica. Lavorò per tutta la sua vita nella Curia di Roma. Fu internunzio apostolico in Venezuela dal 1918 al 1920. Nel 1918 fu consacrato arcivescovo titolare di Seleucia di Isauria dal cardinale Pietro Gasparri. Dal 1920 al 1922 fu nunzio apostolico in Austria. Nel 1922 venne promosso quale segretario della Congregazione di Propaganda Fide. Papa Pio XI lo elevò al rango di cardinale nel concistoro del 30 giugno 1930.
Nel 1931 divenne vicario generale di Roma, arciprete della Basilica di San Giovanni in Laterano. Nel 1939 fu segretario della Congregazione del Sant'Uffizio; a proposito del conclave di quell'anno, affermò "Se avessero votato gli angeli avrebbero fatto [Papa, ndr] Elia Dalla Costa, se avessero votato i demoni avrebbero fatto me. Hanno invece votato gli uomini". Nel 1948 divenne decano del collegio cardinalizio e prefetto della Congregazione del Cerimoniale. Il 13 gennaio 1951, poco dopo aver celebrato la messa nella cappella privata del suo appartamento nel palazzo del Sant'Uffizio a Roma, entrando nel suo studio, ebbe una trombosi cerebrale. Monsignor Alfredo Ottaviani, assessore del Sant'Uffizio, lo raggiunse in tempo per amministrare l'estrema unzione. Poi si recò in Vaticano per informare il papa.
Oggi riposa nel cimitero del Verano.

## Genealogia episcopale e successione apostolica
La genealogia episcopale è:
- Cardinale Scipione Rebiba
- Cardinale Giulio Antonio Santori
- Cardinale Girolamo Bernerio, O.P.
- Arcivescovo Galeazzo Sanvitale
- Cardinale Ludovico Ludovisi
- Cardinale Luigi Caetani
- Cardinale Ulderico Carpegna
- Cardinale Paluzzo Paluzzi Altieri degli Albertoni
- Papa Benedetto XIII
- Papa Benedetto XIV
- Papa Clemente XIII
- Cardinale Marcantonio Colonna
- Cardinale Giacinto Sigismondo Gerdil, B.
- Cardinale Giulio Maria della Somaglia
- Cardinale Carlo Odescalchi, S.I.
- Vescovo Eugène de Mazenod, O.M.I.
- Cardinale Joseph Hippolyte Guibert, O.M.I.
- Cardinale François-Marie-Benjamin Richard
- Cardinale Pietro Gasparri
- Cardinale Francesco Marchetti Selvaggiani

La successione apostolica è:
- Vescovo Marcos Sergio Godoy (1920)
- Arcivescovo Ettore Baranzini (1933)
- Arcivescovo Domenico Spolverini (1933)
- Vescovo Joseph Laurent Philippe, S.C.I. (1935)
- Vescovo Biagio Budelacci (1936)
- Arcivescovo Francesco Beretti (1936)
- Cardinale Luigi Traglia (1937)
- Arcivescovo Francesco Pascucci (1937)
- Vescovo Hilaire Felder, O.F.M.Cap. (1938)